# Bernarda Brčić
Bernarda Brčić (ur. 12 maja 1991 w Osijeku) – chorwacka siatkarka, reprezentantka kraju, grająca na pozycji rozgrywającej. Od sezonu 2020/2021 występuje we francuskiej drużynie RC Cannes.

## Sukcesy klubowe
Puchar Chorwacji:
- 2005, 2006, 2007, 2008, 2009, 2012

Mistrzostwo Chorwacji:
- 2007, 2008, 2009, 2010, 2011, 2012, 2013
- 2006

Puchar Francji:
- 2015

Mistrzostwo Francji:
- 2015

Mistrzostwo Rumunii:
- 2017

## Sukcesy reprezentacyjne
Igrzyska Śródziemnomorskie:
- 2018
- 2013